# 莫滕·米科斯
莫滕·米科斯（瑞典語：Mårten Mickos，1962年11月6日—）是一位技術主管，曾于2001年1月至2008年2月担任MySQL AB首席执行官。当昇陽電腦收购了MySQL AB後他也在昇陽電腦数据库组擔任高级副总裁，直到2009年3月離職。後來他又在安全漏洞赏金平台HackerOne擔任首席执行官。